# Pawel Walerjewitsch Wawilow
Pawel Walerjewitsch Wawilow (russisch Павел Валерьевич Вавилов; * 20. August 1962 in Tjumen) ist ein früherer russischer Biathlet.
Pawel Wawilow lebt und trainierte in Tjumen. Der Soldat begann 1989 mit dem Biathlonsport und startete für Dynamo Tjumen. Einen ersten großen Erfolg feierte er bei den erstmals ausgetragenen Biathlon-Europameisterschaften 1994, bei denen er mit Pawel Muslimow, Nikolai Klykow und Eduard Rjabow den Titel im Staffelrennen gewann. Sein Weltcup-Debüt gab er zum Auftakt der Saison 1994/95 in Bad Gastein. Sein erstes Rennen wurde ein Einzel, das er als 45. beendete. Im weiteren Verlauf der Saison gewann der Russe als 14. eines Sprintrennens in Ruhpolding erste Weltcuppunkte. Es folgten die Biathlon-Weltmeisterschaften 1995 in Antholz, bei denen der Russe 45. des Sprints wurde. Erstmals einen Podestplatz erreichte Wawilow 1998 mit Sergei Roschkow, Pawel Rostowzew und Alexei Kobelew als Drittplatzierter eines Staffelrennens in Ruhpolding. Zudem wurde er an selber Stelle in zwei Sprintrennen Viertplatzierter. Nicht viel später nahm der Russe an den Olympischen Winterspielen 1998 in Nagano teil. Bei den Wettbewerben von Nozawa Onsen belegte er den 53. Platz im Einzel. Danach war Wawilow noch ein Jahr im Weltcup aktiv. Zum Karriereende wurden die Biathlon-Weltmeisterschaften 1999 in Kontiolahti, bei denen er 35. des Sprints und 28. der Verfolgung wurde.

## Platzierungen im Biathlon-Weltcup
Die Tabelle zeigt alle Platzierungen (je nach Austragungsjahr einschließlich Olympische Spiele und Weltmeisterschaften).
- 1.–3. Platz: Anzahl der Podiumsplatzierungen
- Top 10: Anzahl der Platzierungen unter den ersten zehn (einschließlich Podium)
- Punkteränge: Anzahl der Platzierungen innerhalb der Punkteränge (einschließlich Podium und Top 10)
- Starts: Anzahl gelaufener Rennen in der jeweiligen Disziplin

| Platzierung                                | Einzel | Sprint | Verfolgung | Massenstart | Team | Staffel | Gesamt |
| ------------------------------------------ | ------ | ------ | ---------- | ----------- | ---- | ------- | ------ |
| 1. Platz                                   |        |        |            |             |      |         |        |
| 2. Platz                                   |        |        |            |             |      |         |        |
| 3. Platz                                   |        |        |            |             |      | 1       | 1      |
| Top 10                                     |        | 2      |            |             |      | 1       | 3      |
| Punkteränge                                | 1      | 5      | 2          |             |      | 1       | 9      |
| Starts                                     | 7      | 12     | 3          |             |      | 1       | 23     |
| Stand: Daten möglicherweise nicht komplett |        |        |            |             |      |         |        |